# تصادم اولسبيرغ الجوي 2014
في 23 يونيو 2014 حدث تصادم جوي فوق بلدة اولسبيرغ، شمال الراين-وستفاليا في ألمانيا خلال عملية تدريب عسكرية تحاكي اعتراض طائرة تجارية فقدت الإتصال الراديوي. إحدى الطائرتين تحطمت مودية بحياة طاقمها المكون من شخصان، والطائرة الأخرى هبطت بسلام.

## الطائرتان
الطائرة الأولى من طراز يوروفايتر تايفون تابعة للجناح 31 في سلاح الجو الألماني متمركزة في قاعدة نورفينتش الجوية.
الطائرة الثانية من طراز ليرجيت 35 المسجلة برقم تسجيل الطائرة D-CGFI والرقم المتسلسل 35A-612 طارت لأول مرة عام 1985. شغلت من قبل شركة غيسيلشافت فور فلوغزيلدارستلونغ فرع من شركة ايرباص للدفاع والفضاء.

## التصادم
خلال عملية التدريب تواجدت طائرتان يوروفايتر تايفون مع طائرة الليرجيت عندما اصطدمت احداهما بطائرة الليرجيت فوق منطقة اولسبيرغ. وفقاً لمجلة دير شبيغل الألمانية إنهارت الليرجيت بعدها هربت الطائرات المقاتلة إلى الجهة اليسار واستمرت الطائرة تدور بإتجاه الأرض إلى ان ارتطمت بسطح الأرض الذي يبعد 20 متر عن المنازل المتواجدة في اولسبيرغ وفقاً لشهود عيان وشهود عيان اخرون قالوا ان موقع التحطم يبلغ من 80 إلى 90 متر عن المنازل.

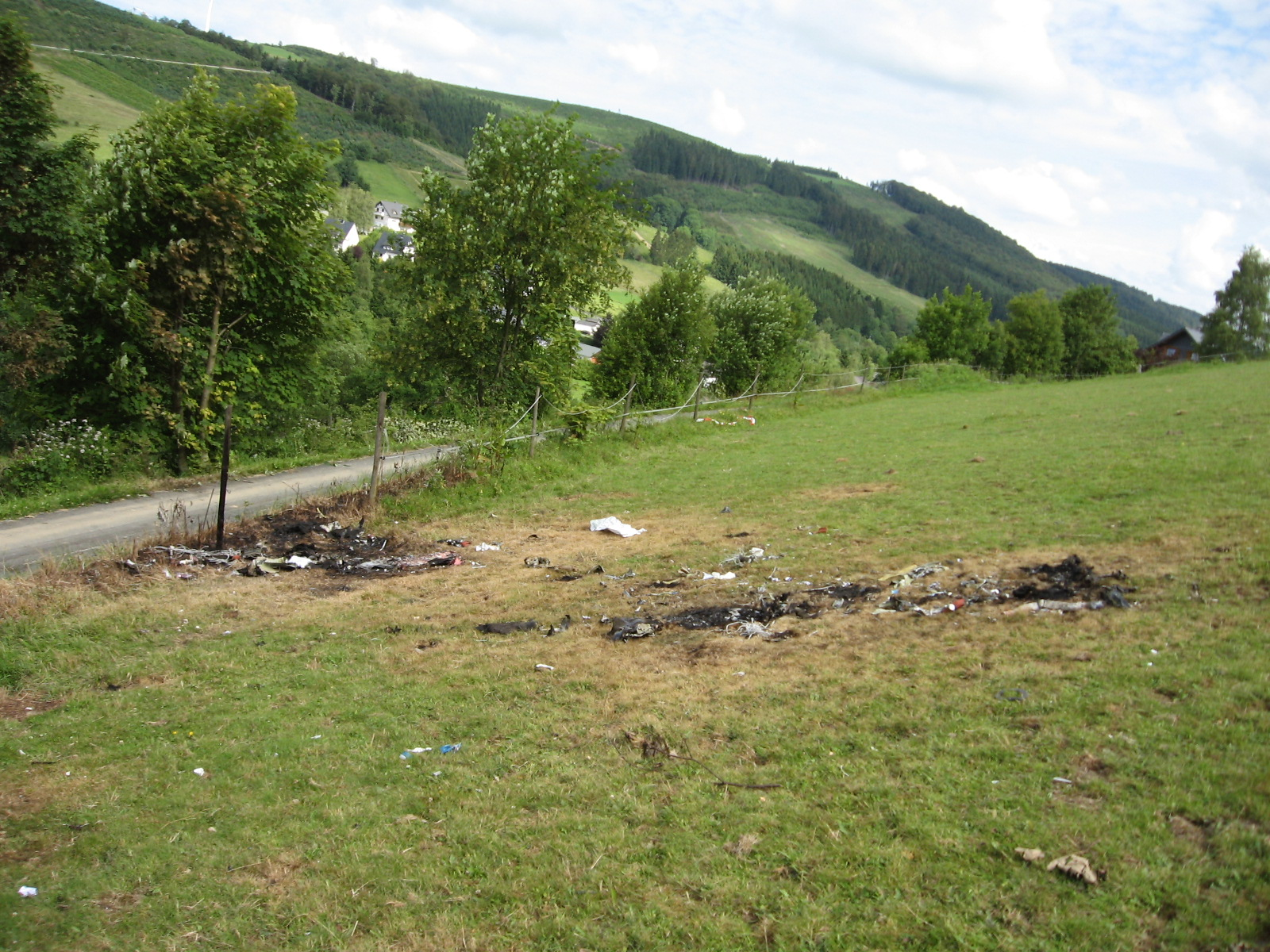
حطام طائرة الليرجيت المنتشر على مساحة واسعة من موقع التحطم.

وقعت الحادثة في تمام الساعة 14:40 بالتوقيت المحلي والساعة 12:40 بالتوقيت العالمي المنسق عندما أصطدم الجناح الأيمن الحاد والمحرك الأيمن لطائرة يوروفايتر تايفون بالمحرك الأيسر لطائرة ليرجيت 35. تضررت طائرة التايفون بشكل بليغ ولكنها تمكنت من الهبوط بأمان في قاعدة نورفينتش الجوية بالقرب من كولونيا، والتايفون الأخرى هبطت في مطار كولونيا بون الدولي. توفي شخصان هم طاقم الليرجيت.
وقت وقوع الحادثة (وهي أول حادثة تصادم جوي تحدث في ألمانيا منذ 10 سنوات) كانت الليرجيت تقوم بدور طائرة تجارية مدنية فقدت الإتصال مع حركة المراقبة الجوية، والتايفون كانت تحاكي عملية الرد العسكري في سيناريو مماثل.

## التحقيق
فتح مكتب التحقيقات الفيدرالي لحوادث الطيران الألماني تحقيقاً بشأن الحادثة. وفي وقت متأخر من 23 يوليو تم العثور مسجل بيانات الرحلة ومسجل أصوات قمرة القيادة لطائرة الليرجيت على بعد 3 كيلومتر من موقع التحطم الطائرة، وستأخذ عملية تحليل البيانات المتواجدة في الصندوقان من 4 إلى 8 اسابيع. تم إستجواب قائدا طائرتين التايفون من قبل المدعي العام للاشتباه بالتسبب بالقتل بسبب الإهمال وربما سيواجه القائدين تهم قتل غير متعمد.
وفقاً لقائد في هيئة أركان العمليات العسكرية في سلاح الجو الألماني قائدا طائرتين التايفون متمرسين أصحاب خبرة وأنهوا تمارين وتدريبات مشابهة أكثر من مرة وأستمرت التحقيقات لسنة و4 أشهر وتمكن من معرفة نقطة التصادم أصطدم الجناح الأيسر للطائرة العسكرية بالجناح الأيمن وأصطدم الجناح أيضا بالمحرك الأيمن الرقم 2 وتسبب بانهيار مفاجئ لطائرة الليرجيت للجهة اليمنى وبعدها التحطم.